# Per Ludvigsen
Per Ludvigsen (født 11. oktober 1957 i Ring, Brædstrup) er en dansk officer og jurist, som var viceforsvarschef fra 1. oktober 2014 til 31. oktober 2017.
Han er søn af Toni Ludvigsen (1936-2010), som var typograf og senere lokalredaktør for Horsens Folkeblad og Vestkysten, og hustru Margrethe f. Nielsen.
Ludvigsen blev 1976 student fra Grindsted Gymnasium og samme år menig, 1977 sergent og gik 1977–81 på Hærens Officersskoles A-linje, som han afsluttede som premierløjtnant og var 1981-82 og 1983-84 næstkommanderende for et kompagni i Den Kongelige Livgarde. 1982-83 og 1984 var han chef for kompagniet. I 1984 var han næstkommanderende for et kompagni under DANCON, HQ UNFICYP på Cypern, og var 1984-85 sagsbehandler i Forsvarsministeriets 1. kontor.
Han blev 1985 kaptajn og kompagnichef ved Den Kongelige Livgarde 1986-87 og gennemførte et førings- og generalstabskursus på Forsvarsakademiet 1987-88 og på Staff College, Camberley i Storbritannien 1988-89 og blev dernæst major 1989. 1987-88 var han sagsbehandler i Hjemmeværnskommandoen, 1989-91 lærer i taktik på Forsvarsakademiet og 1991-95 atter sagsbehandler i Forsvarsministeriets 1. kontor. I årene 1988-92 tog han samtidig en kandidatgrad i jura.
I 1995 blev Ludvigsen oberstløjtnant og var samme år chef for Den Kongelige Livgardes 1. bataljon og kom så 1996-99 som kontorchef til Forsvarsministeriets 1. kontor. 2000 blev han oberst (midlertidig), gennemførte et kursus ved Geneva Centre for Security Policy og blev udnævnt til oberst 2001. 2000-01 var han Commanding Officer for Nordic Polish Battlegroup, SFOR, i Bosnien-Herzegovina og 2001-03 chef for 3. Jyske Brigade.
2003 blev han generalmajor, var 2003-05 chef for Planlægningsstaben under Forsvarsstaben, 2005-08 chef for Koordinationsstaben under samme og var 2008-11 National Materieldirektør, chef for Forsvarets Materieltjeneste og midlertidig generalløjtnant. Ludvigsen har dermed spillet en central rolle både i Forsvarets indkøb og distribution af ressourcer og i omlægningen af mobiliseringsforsvaret til et slankere forsvar. Han blev 15. marts 2011 efterfulgt af Per Pugholm Olsen.
Ludvigsens reformer har angiveligt medført, at flere officerer, hvis ansvarsområder ville blive beskåret, forlod Forsvaret i 2006. Først forlod generalmajor Klaus L. Axelsen Forsvaret i stedet for at tiltræde som chef med beskårede beføjelser for den nye Forsvarets Materieltjeneste, dernæst gik direktør for Forsvarets Bygningstjeneste Bent Frank af før tid med samme begrundelse som Klaus Axelsen, nemlig at hans organisation ville blive reduceret.
I perioden 2011 - 2013 var Ludvigsen generalinspektør og chef for Personelstaben under Forsvarsstaben og derefter chef for Hærens Operative Kommando.
Fra 2006 til 2009 var Ludvigsen formand for Det Krigsvidenskabelige Selskab.

## Ordener og dekorationer
| Kommandørkorset af Dannebrogordenen (2005) |
| Hæderstegnet for god tjeneste ved hæren    |
| Hjemmeværnets fortjensttegn                |
| Det tyske forsvars fortjenestkors          |
| Det estiske forsvars fortjenstmedalje      |

(Listen er ufuldstændig.)